# Placide Gaudet
Pour les articles homonymes, voir Gaudet.
Placide Gaudet (1850-1930) est un enseignant, un rédacteur, un archiviste et un généalogiste canadien d'origine acadien. Aussi connu comme Placide P. Gaudet, il est reconnu pour ses recherches sur l'histoire et la généalogie du peuple acadien et a joué un rôle important dans la préservation de leur histoire.

## Biographie

### Jeunesse
Placide Gaudet né le 19 novembre 1850 à Cap-Pelé, au Nouveau-Brunswick, le fils de Placide Gaudet et Marie Vienneau dit Michaud .
Le père de Gaudet est mort deux mois avant sa naissance et sa mère est retournée dans la ferme de son grand-père maternal. Son grand-père lui raconte les histoires des Acadiens et il développe un intérêt pour la généalogie et l'histoire acadiennes. Placide et sa mère déménagent à la ferme de son grand-père paternel à  Dorchester en 1862.

### Formation et carrière
Il est diplômé du Collège Saint-Joseph de Memramcook en 1873. Après ses études, Gaudet commença ses études pour la prêtrise au Grand Séminaire de Montréal, mais, il fut conseillé de partir par John Sweeny, évêque de Saint-Jean, en raison de sa mauvaise santé. À la fin de novembre 1874, il retourne a Nouveau-Brunswick, où de 1874 à 1882, il enseigne dans plusieurs écoles différentes à Saint-Louis de Kent, Tracadie, Neguac, Shédiac et Cocagne. Il développe son intérêt pour la recherche sur l'histoire locale et écrit de nombreux articles de ce sujet. De 1883 à 1885, il reçut un contrat des archives canadiennes pour copier les archives des églises dans les régions acadiennes, complétant ses revenus par l'enseignement. Cela permit à Gaudet d'avoir accès à des informations pour ses recherches.
Il est ensuite rédacteur dans trois différents journaux : Le Moniteur acadien en 1886, L'Évangéline en 1893 et Le Courrier des provinces maritimes en 1894.
Il obtient le poste de chargé des Archives publiques à Ottawa en 1898. C'est à cette époque qu'il s'intéresse à l'histoire de l'Acadie. Il compile un index de la généalogie de plusieurs familles acadiennes et le deuxième volume du Rapport des Archives canadiennes, publié en 1905, contient la majeure partie importante de sa recherche.

### Ses œuvres
- Généalogies des familles acadiennes, 1905
- Le grand dérangement, 1922

### Vie privée
Placide Gaudet épousa Marie-Rose Arsenault le 14 novembre, 1890 à Egmont Bay, Île-du-Prince-Édouard. Ils ont ensemble trois filles et un fils. Deux de ses filles moururent jeune.
Il meurt le 9 novembre 1930 à Shédiac à l'âge de 79 ans.
Il est nommé personne d'importance historique nationale en 1955.